# Zawólcze
Zawólcze – osada w Polsce położona w województwie lubelskim, w powiecie kraśnickim, w gminie Gościeradów.
W latach 1975–1998 miejscowość administracyjnie należała do województwa tarnobrzeskiego.

## Historia
Zawólcze – taką nazwę nosił w wieku XIX las na terenie Gościeradowa w ówczesnym powiecie janowskim